# Brochella
Brochella is een geslacht van insecten uit de familie van de dansvliegen (Empididae), die tot de orde tweevleugeligen (Diptera) behoort.

## Soort
- B. monticola Melander, 1928